# The Truth About Love Tour
"The Truth About Love Tour" fue la quinta gira de conciertos de la cantante estadounidense P!nk, en apoyo a la promoción de su sexto álbum de estudio, The Truth About Love. 
La gira comenzó en febrero de 2013 y en noviembre de 2013 se lanzó a la venta el DVD Truth About Love Tour: Live From Melbourne grabado en el Rod Laver Arena, convirtiéndose en uno de los más vendidos de ese año en Australia. El mismo recibió certificación de 16 discos de platino por la Australian Recording Industry Association vendiendo más de 240,000 copias en dicho país.

## Recepción

### Desempeño comercial
Más de 320 000 entradas para las fechas del tour en Australia fueron vendidas a las pocas horas de su lanzamiento. El tour rompió el récord como el tour de una artista solista en Australia con 650 000 entradas vendidas. 200 000 tickets fueron vendidas como parte del concierto otorgado en Melbourne rompiendo el récord que ella misma impuso en 2009 con su gira Funhouse Tour. En los Billboard Touring Awards de 2013, Pink ganó el premio "Top Boxscore".
La primera fase de tour realizada en América del Norte recaudó $28.3 millones correspondiente a 26 conciertos, con una estimación de recaudación por ciudad de $1 134 385. The European leg grossed $30.7 million. La expectativa de recaudación de las nueve semanas de la fase llevada a cabo en Australia fue de $100 millones.
En Australia, el reporte inicial de recaudación fue de $31.6 millones, de los cuales $29.2 millones fueron correspondientes a los conciertos organizados en Sídney y en Brisbane, sin embargo ese total no incluyó los cuatro conciertos realizados en la ciudad de Adelaida, y los 18 shows llevados a cabo en Melbourne.
"The Truth About Love Tour" fue el tercer tour con mayor recaudación de 2013 por detrás de Bon Jovi, y el Cirque du Soleil's Michael Jackson The Immortal World Tour. P!nk fue además la artista femenina con la mayor recaudación de un tour en 2013.

## Repertorio
| The Truth About Love Tour |
| --- |
| El siguiente repertorio representa el concierto brindado en Las Vegas el 31 de enero de 2014. No representa el repertorio de cada concierto otorgado durante la gira. - Intro: 1. Apertura Acto 1 1. «Raise Your Glass» 2. «Walk of Shame» 3. «Just Like a Pill» 4. «U + Ur Hand» 5. «Leave Me Alone (I'm Lonely)» Acto 2 1. «Try» 2. «Wicked Game» 3. «Just Give Me a Reason» Acto 3 1. «Trouble» 2. «Are We All We Are» 3. «How Come You're Not Here» 4. «Sober» Acto 4 1. «The Great Escape» 2. «Who Knew» 3. «Fuckin' Perfect» Acto 5 1. «Most Girls» / «There You Go» / «You Make Me Sick» 2. «Slut Like You» 3. «Blow Me (One Last Kiss)» Encoro 1. Cierre: «So What» |

Notas
- Durante la primera fase del tour, «Glitter in the Air» fue interpretada como cierre del show. Sin embargo, «Family Portrait» fue interpretada en algunas fechas como cierre (como en Los Ángeles el 16 de febrero de 2013).[12]
- En algunas fechas en Australia, P!nk interpretó una versión acústica del tema de Cyndi Lauper «Time After Time».[13]
- Nate Ruess fue invitado a interpretar el tema «Just Give Me a Reason» en el concierto llevado a cabo en Hamburgo el 1 de mayo de 2013.[14]

## Fechas
| Fecha                   | Ciudad             | País            | Lugar                             |
| ----------------------- | ------------------ | --------------- | --------------------------------- |
| América del Norte       |                    |                 |                                   |
| 13 de febrero de 2013   | Phoenix            | Estados Unidos  | US Airways Center                 |
| 15 de febrero de 2013   | Las Vegas          | Estados Unidos  | Mandalay Bay Events Center        |
| 16 de febrero de 2013   | Los Ángeles        | Estados Unidos  | Staples Center                    |
| 18 de febrero de 2013   | San José           | Estados Unidos  | HP Pavilion at San Jose           |
| 21 de febrero de 2013   | Houston            | Estados Unidos  | Toyota Center                     |
| 22 de febrero de 2013   | Dallas             | Estados Unidos  | American Airlines Center          |
| 24 de febrero de 2013   | Orlando            | Estados Unidos  | Amway Center                      |
| 25 de febrero de 2013   | Sunrise            | Estados Unidos  | BB&T Center                       |
| 27 de febrero de 2013   | Tampa              | Estados Unidos  | Tampa Bay Times Forum             |
| 1 de marzo de 2013      | Atlanta            | Estados Unidos  | Philips Arena                     |
| 2 de marzo de 2013      | Nashville          | Estados Unidos  | Bridgestone Arena                 |
| 5 de marzo de 2013      | Auburn Hills       | Estados Unidos  | The Palace of Auburn Hills        |
| 6 de marzo de 2013      | Columbus           | Estados Unidos  | Value City Arena                  |
| 8 de marzo de 2013      | Louisville         | Estados Unidos  | KFC Yum! Center                   |
| 9 de marzo de 2013      | Chicago            | Estados Unidos  | United Center                     |
| 11 de marzo de 2013     | Toronto            | Canadá          | Air Canada Centre                 |
| 12 de marzo de 2013     | Montreal           | Canadá          | Bell Centre                       |
| 14 de marzo de 2013     | Washington D. C.   | Estados Unidos  | Verizon Center                    |
| 16 de marzo de 2013     | Charlotte          | Estados Unidos  | Time Warner Cable Arena           |
| 17 de marzo de 2013     | Filadelfia         | Estados Unidos  | Wells Fargo Center                |
| 19 de marzo de 2013     | Saint Paul         | Estados Unidos  | Xcel Energy Center                |
| 23 de marzo de 2013     | East Rutherford    | Estados Unidos  | Izod Center                       |
| 25 de marzo de 2013     | Uniondale          | Estados Unidos  | Nassau Veterans Memorial Coliseum |
| 27 de marzo de 2013     | Uncasville         | Estados Unidos  | Mohegan Sun Arena                 |
| 28 de marzo de 2013     | Boston             | Estados Unidos  | TD Garden                         |
| Europa                  |                    |                 |                                   |
| 12 de abril de 2013     | Dublín             | Irlanda         | The O2 Dublin                     |
| 14 de abril de 2013     | Mánchester         | Reino Unido     | Manchester Arena                  |
| 15 de abril de 2013     | Mánchester         | Reino Unido     | Manchester Arena                  |
| 17 de abril de 2013     | París              | Francia         | Palais Omnisports de Paris-Bercy  |
| 19 de abril de 2013     | Ámsterdam          | Países Bajos    | Ziggo Dome                        |
| 21 de abril de 2013     | Birmingham         | Reino Unido     | LG Arena                          |
| 24 de abril de 2013     | Londres            | Reino Unido     | The O2 Arena                      |
| 25 de abril de 2013     | Londres            | Reino Unido     | The O2 Arena                      |
| 27 de abril de 2013     | Londres            | Reino Unido     | The O2 Arena                      |
| 28 de abril de 2013     | Londres            | Reino Unido     | The O2 Arena                      |
| 30 de abril de 2013     | Amberes            | Bélgica         | Sportpaleis                       |
| 1 de mayo de 2013       | Hamburgo           | Alemania        | O2 World Hamburgo                 |
| 3 de mayo de 2013       | Berlín             | Alemania        | O2 World Berlin                   |
| 4 de mayo de 2013       | Hannover           | Alemania        | TUI Arena                         |
| 6 de mayo de 2013       | Düsseldorf         | Alemania        | ISS Dome                          |
| 7 de mayo de 2013       | Fráncfort del Meno | Alemania        | Festhalle Frankfurt               |
| 9 de mayo de 2013       | Viena              | Austria         | Wiener Stadthalle                 |
| 10 de mayo de 2013      | Praga              | República Checa | Sazka Arena                       |
| 12 de mayo de 2013      | Leipzig            | Alemania        | Leipzig Arena                     |
| 13 de mayo de 2013      | Dortmund           | Alemania        | Westfalenhalle                    |
| 15 de mayo de 2013      | Oberhausen         | Alemania        | König Pilsener Arena              |
| 16 de mayo de 2013      | Mannheim           | Alemania        | SAP Arena                         |
| 18 de mayo de 2013      | Múnich             | Alemania        | Olympiahalle                      |
| 19 de mayo de 2013      | Múnich             | Alemania        | Olympiahalle                      |
| 21 de mayo de 2013      | Zúrich             | Suiza           | Hallenstadion                     |
| 22 de mayo de 2013      | Stuttgart          | Alemania        | Hanns-Martin-Schleyer-Halle       |
| 25 de mayo de 2013      | Oslo               | Noruega         | Telenor Arena                     |
| 26 de mayo de 2013      | Estocolmo          | Suecia          | Ericsson Globe                    |
| 28 de mayo de 2013      | Helsinki           | Finlandia       | Hartwall Arena                    |
| 30 de mayo de 2013      | Herning            | Dinamarca       | Jyske Bank Boxen                  |
| Oceanía                 |                    |                 |                                   |
| 25 de junio de 2013     | Perth              | Australia       | Perth Arena                       |
| 26 de junio de 2013     | Perth              | Australia       | Perth Arena                       |
| 28 de junio de 2013     | Perth              | Australia       | Perth Arena                       |
| 29 de junio de 2013     | Perth              | Australia       | Perth Arena                       |
| 1 de julio de 2013      | Adelaida           | Australia       | Adelaide Entertainment Centre     |
| 2 de julio de 2013      | Adelaida           | Australia       | Adelaide Entertainment Centre     |
| 4 de julio de 2013      | Adelaida           | Australia       | Adelaide Entertainment Centre     |
| 5 de julio de 2013      | Adelaida           | Australia       | Adelaide Entertainment Centre     |
| 7 de julio de 2013      | Melbourne          | Australia       | Rod Laver Arena                   |
| 8 de julio de 2013      | Melbourne          | Australia       | Rod Laver Arena                   |
| 10 de julio de 2013     | Melbourne          | Australia       | Rod Laver Arena                   |
| 11 de julio de 2013     | Melbourne          | Australia       | Rod Laver Arena                   |
| 13 de julio de 2013     | Melbourne          | Australia       | Rod Laver Arena                   |
| 14 de julio de 2013     | Melbourne          | Australia       | Rod Laver Arena                   |
| 16 de julio de 2013     | Melbourne          | Australia       | Rod Laver Arena                   |
| 17 de julio de 2013     | Melbourne          | Australia       | Rod Laver Arena                   |
| 19 de julio de 2013     | Brisbane           | Australia       | Brisbane Entertainment Centre     |
| 20 de julio de 2013     | Brisbane           | Australia       | Brisbane Entertainment Centre     |
| 22 de julio de 2013     | Brisbane           | Australia       | Brisbane Entertainment Centre     |
| 23 de julio de 2013     | Brisbane           | Australia       | Brisbane Entertainment Centre     |
| 30 de julio de 2013     | Sídney             | Australia       | Sídney Entertainment Centre       |
| 31 de julio de 2013     | Sídney             | Australia       | Sídney Entertainment Centre       |
| 2 de agosto de 2013     | Sídney             | Australia       | Sídney Entertainment Centre       |
| 3 de agosto de 2013     | Sídney             | Australia       | Sídney Entertainment Centre       |
| 6 de agosto de 2013     | Sídney             | Australia       | Sídney Entertainment Centre       |
| 7 de agosto de 2013     | Sídney             | Australia       | Sídney Entertainment Centre       |
| 9 de agosto de 2013     | Sídney             | Australia       | Sídney Entertainment Centre       |
| 10 de agosto de 2013    | Sídney             | Australia       | Sídney Entertainment Centre       |
| 13 de agosto de 2013    | Melbourne          | Australia       | Rod Laver Arena                   |
| 14 de agosto de 2013    | Melbourne          | Australia       | Rod Laver Arena                   |
| 16 de agosto de 2013    | Melbourne          | Australia       | Rod Laver Arena                   |
| 17 de agosto de 2013    | Melbourne          | Australia       | Rod Laver Arena                   |
| 19 de agosto de 2013    | Melbourne          | Australia       | Rod Laver Arena                   |
| 20 de agosto de 2013    | Melbourne          | Australia       | Rod Laver Arena                   |
| 22 de agosto de 2013    | Melbourne          | Australia       | Rod Laver Arena                   |
| 23 de agosto de 2013    | Melbourne          | Australia       | Rod Laver Arena                   |
| 27 de agosto de 2013    | Brisbane           | Australia       | Brisbane Entertainment Centre     |
| 29 de agosto de 2013    | Brisbane           | Australia       | Brisbane Entertainment Centre     |
| 30 de agosto de 2013    | Brisbane           | Australia       | Brisbane Entertainment Centre     |
| 2 de septiembre de 2013 | Sídney             | Australia       | Allphones Arena                   |
| 4 de septiembre de 2013 | Sídney             | Australia       | Allphones Arena                   |
| 5 de septiembre de 2013 | Sídney             | Australia       | Allphones Arena                   |
| América del Norte       |                    |                 |                                   |
| 10 de octubre de 2013   | Oakland            | Estados Unidos  | Oracle Arena                      |
| 12 de octubre de 2013   | Los Ángeles        | Estados Unidos  | Staples Center                    |
| 13 de octubre de 2013   | Los Ángeles        | Estados Unidos  | Staples Center                    |
| 15 de octubre de 2013   | San José           | Estados Unidos  | SAP Center                        |
| 17 de octubre de 2013   | Salt Lake City     | Estados Unidos  | EnergySolutions Arena             |
| 18 de octubre de 2013   | Denver             | Estados Unidos  | Pepsi Center                      |
| 20 de octubre de 2013   | Seattle            | Estados Unidos  | Key Arena                         |
| 21 de octubre de 2013   | Vancouver          | Canadá          | Rogers Arena                      |
| 23 de octubre de 2013   | Edmonton           | Canadá          | Rexall Place                      |
| 24 de octubre de 2013   | Saskatoon          | Canadá          | Credit Union Centre               |
| 26 de octubre de 2013   | Winnipeg           | Canadá          | MTS Centre                        |
| 27 de octubre de 2013   | Fargo              | Estados Unidos  | Fargodome                         |
| 2 de noviembre de 2013  | Minneapolis        | Estados Unidos  | Target Center                     |
| 3 de noviembre de 2013  | Milwaukee          | Estados Unidos  | BMO Harris Bradley Center         |
| 5 de noviembre de 2013  | Chicago            | Estados Unidos  | United Center                     |
| 6 de noviembre de 2013  | Auburn Hills       | Estados Unidos  | The Palace of Auburn Hills        |
| 8 de noviembre de 2013  | Des Moines         | Estados Unidos  | Wells Fargo Arena                 |
| 9 de noviembre de 2013  | Lincoln            | Estados Unidos  | Pinnacle Bank Arena               |
| 11 de noviembre de 2013 | Saint Louis        | Estados Unidos  | Scottrade Center                  |
| 12 de noviembre de 2013 | Kansas City        | Estados Unidos  | Sprint Center                     |
| 14 de noviembre de 2013 | San Antonio        | Estados Unidos  | AT&T Center                       |
| 16 de noviembre de 2013 | Dallas             | Estados Unidos  | American Airlines Center          |
| 17 de noviembre de 2013 | North Little Rock  | Estados Unidos  | Verizon Arena                     |
| 20 de noviembre de 2013 | Rosemont           | Estados Unidos  | Allstate Arena                    |
| 21 de noviembre de 2013 | Indianápolis       | Estados Unidos  | Bankers Life Fieldhouse           |
| 23 de noviembre de 2013 | Cleveland          | Estados Unidos  | Quicken Loans Arena               |
| 24 de noviembre de 2013 | Washington D. C.   | Estados Unidos  | Verizon Center                    |
| 30 de noviembre de 2013 | Toronto            | Canadá          | Air Canada Centre                 |
| 2 de diciembre de 2013  | Toronto            | Canadá          | Air Canada Centre                 |
| 3 de diciembre de 2013  | Montreal           | Canadá          | Bell Centre                       |
| 5 de diciembre de 2013  | Boston             | Estados Unidos  | TD Garden                         |
| 6 de diciembre de 2013  | Filadelfia         | Estados Unidos  | Wells Fargo Center                |
| 8 de diciembre de 2013  | Brooklyn           | Estados Unidos  | Barclays Center                   |
| 9 de diciembre de 2013  | Brooklyn           | Estados Unidos  | Barclays Center                   |
| 11 de diciembre de 2013 | Newark             | Estados Unidos  | Prudential Center                 |
| 13 de diciembre de 2013 | Birmingham         | Estados Unidos  | BJCC Arena                        |
| 14 de diciembre de 2013 | Atlanta            | Estados Unidos  | Philips Arena                     |

Cancelaciones y reprogramación de shows
| 22 de abril de 2013 | Birmingham, Inglaterra | LG Arena | Cancelado por enfermedad |